# Szyroczanka
Szyroczanka (ros. Широчанка) – osiedle w Rosji, w Kraju Krasnodarskim, w rejonie jejskim. W 2010 liczyło 6025 mieszkańców.